# Saalfeld (stacja kolejowa)
Saalfeld – stacja kolejowa w Saalfeld/Saale, w kraju związkowym Turyngia, w Niemczech. Według klasyfikacji Deutsche Bahn posiada kategorię 3. Znajdują się tu 3 perony.